# Championnat de France de rallycross 2021
Navigation
2019 2022
Le championnat de France de rallycross 2021 est la 43e édition du championnat de France de rallycross. Il comporte huit épreuves.
Avec la situation de Pandémie de Covid-19, le nombre de participants est exceptionnellement bas. Au total, seulement 76 pilotes sont engagés, dont 17 en Supercar, 13 en Super 1600, 26 en Division 3, et 16 en Division 4.
À l'issue de la saison, Samuel Peu (Peugeot 208 I RX) remporte son troisième titre en Supercar avec 256 points lors de la dernière épreuve, devançant Romuald Delaunay, derrière avec 224 points et Laurent Bouliou, troisième avec 175 points.
En Super 1600, Jimmy Terpereau est sacré champion lors de l'avant-dernière épreuve avec 259 points sur une Citroën C2 S1600, devant Anthony Paillardon (222 points) et Nicolas Eouzan (202 points).
Benoit Morel gagne la Division 3 avec 221 points sur une Ford Fiesta MkVII Rallycross, devant Nicolas Beaucle (206 points) et Anthony Pelfrène (202 points).

En Division 4, Anthony Mauduit (Renault Clio II F2000) remporte la catégorie avec 216 points, devançant Jean-François Blaise (206 points) et Tony Bardeau (190 points).

Champions 2021
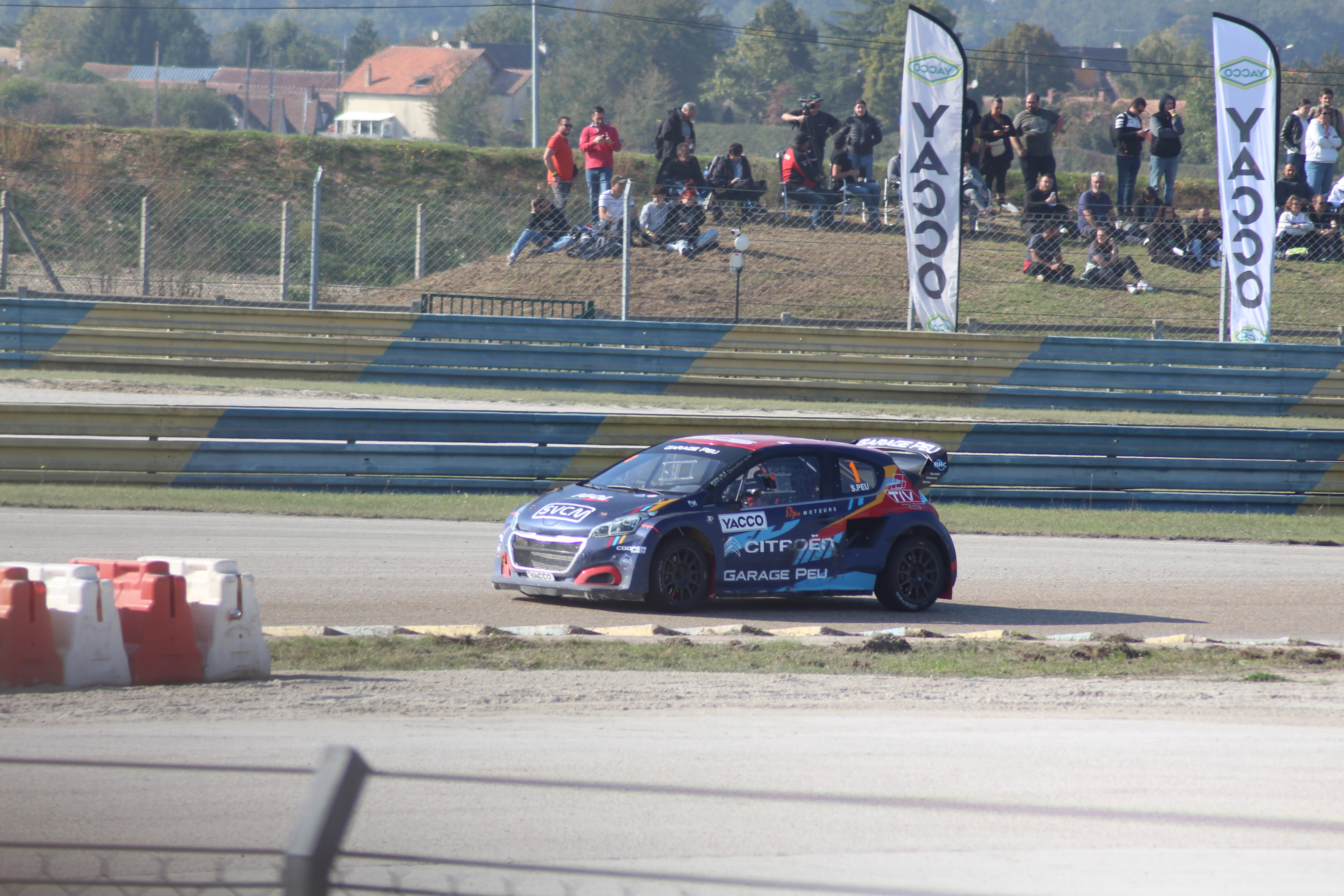
Samuel Peu, vainqueur en Supercar (Peugeot 208 I RX).
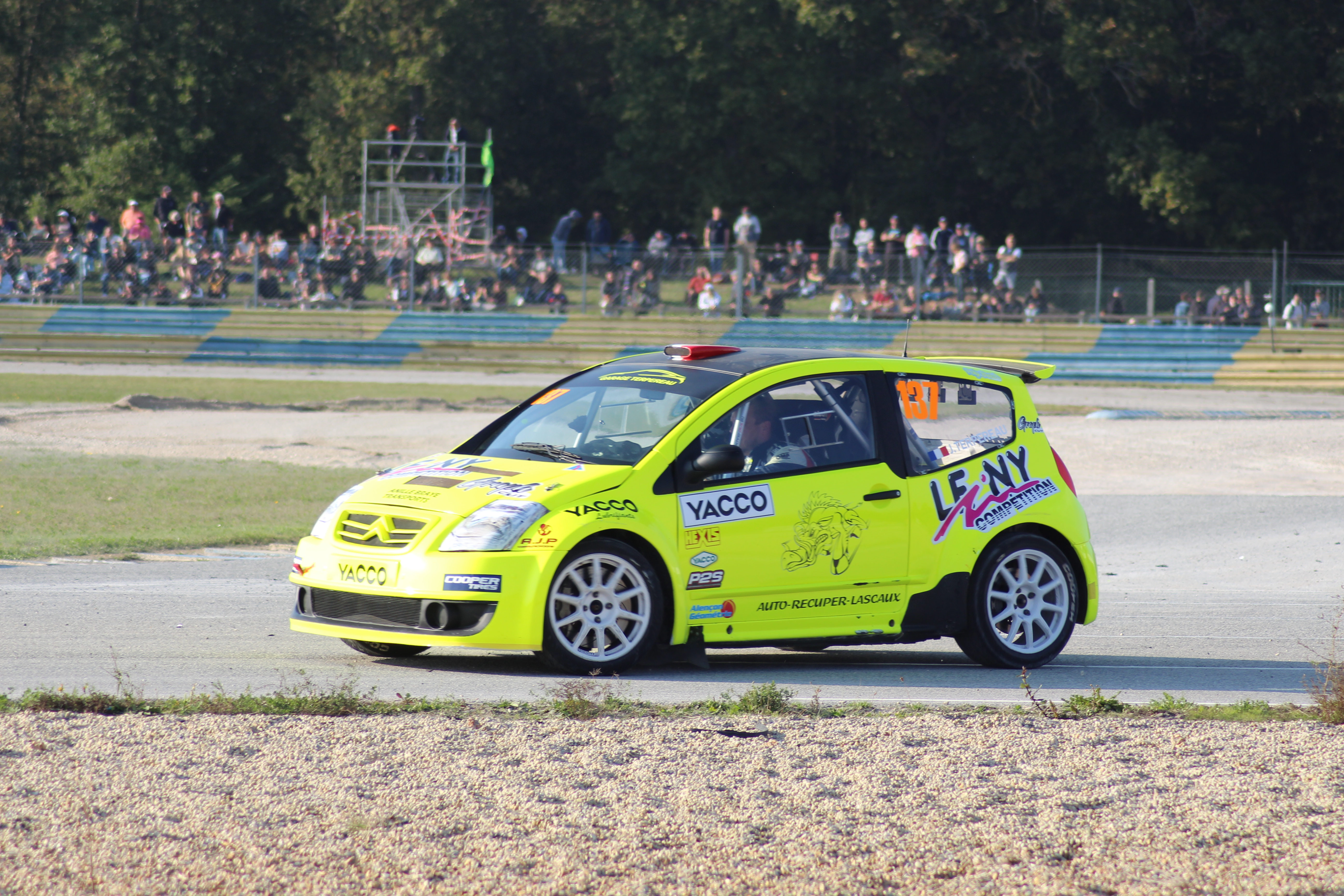
Jimmy Terpereau, vainqueur en Super 1600 (Citroën C2 S1600).
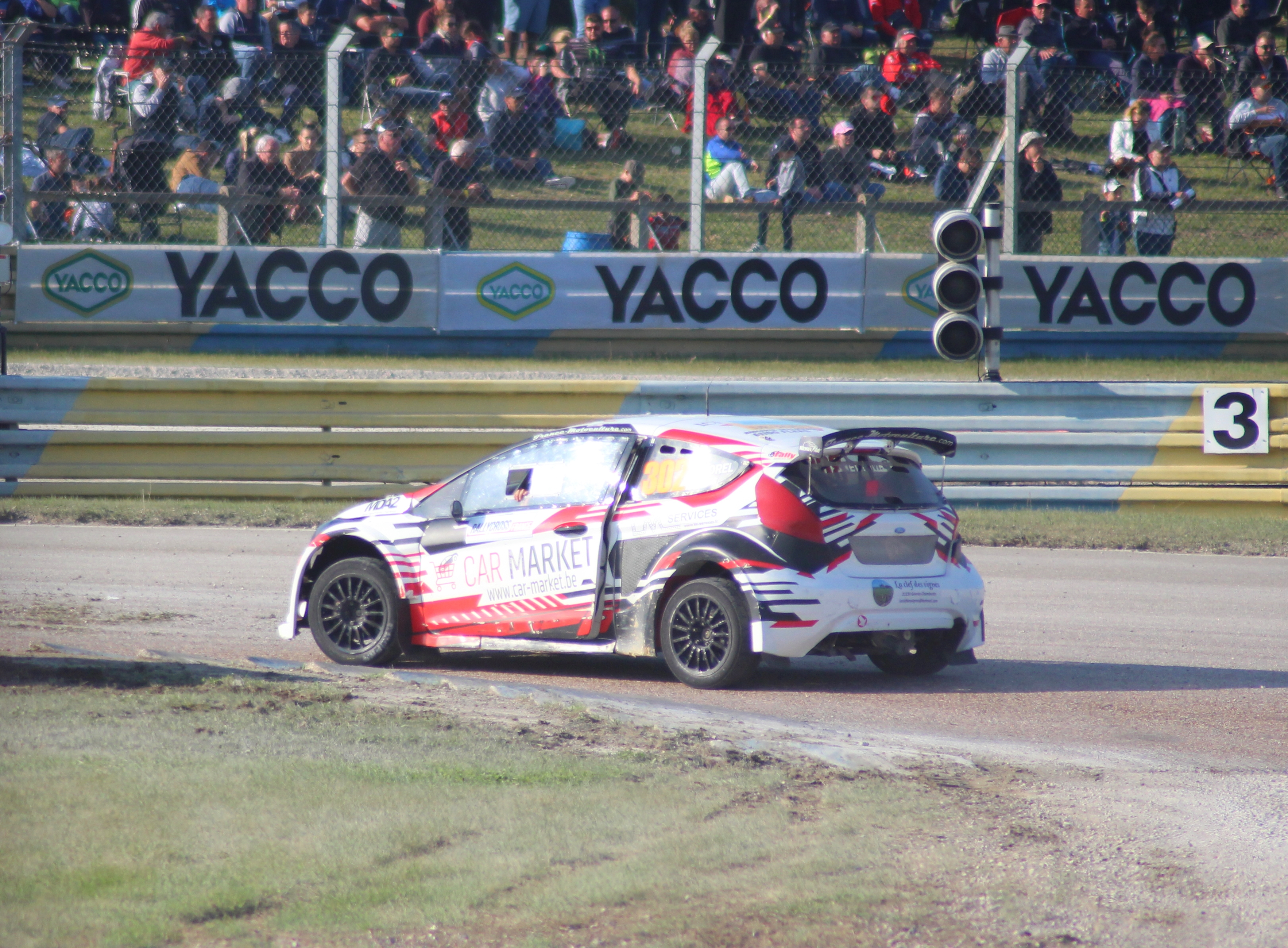
Benoit Morel, vainqueur en division 3 (Ford Fiesta MkVII Rallycross).

## Repères en début de saison

### Supercar

#### Pilotes et voitures
La catégorie Supercar compte 34 numéros engagés pour la saison 2021,.
| Numéro | Pilote             | Voiture                      |
| ------ | ------------------ | ---------------------------- |
| 1      | Samuel Peu         | Peugeot 208 I WRX            |
| 4      | Fabien Chanoine    | Renault Clio IV RS RX        |
| 7      | Emanuel Anne       | Peugeot 208 I WRX            |
| 11     | David Olivier      | Renault Clio V RX            |
| 12     | David Fèvre        | Peugeot 208 I WRX            |
| 13     | Patrick Guillerme  | Hyundai i20 II               |
| 16     | Julien Fébreau     | Peugeot 208 I WRX            |
| 18     | Stéphane De Ganay  | Citroën DS3 WRX              |
| 19     | Pascal Lambec      | Peugeot 208 I WRX            |
| 21     | Philippe Maloigne  | Renault Clio IV RS RX        |
| 22     | Olivier Boscher    | Peugeot 208 I WRX            |
| 23     | Andréa Dubourg     | Peugeot 208 I WRX            |
| 27     | Julien Berna       | Peugeot 208 I WRX            |
| 28     | Emmanuel Galivel   | Citroën C4 WRX               |
| 35     | Benoit Fretin      | Citroën DS3 WRX              |
| 43     | Laurent Terroitin  | Citroën DS3 WRX              |
| 44     | Erwan Chapalin     | Peugeot 208 I WRX            |
| 45     | David Vincent      | Peugeot 208 I WRX            |
| 51     | Yannick Couillet   | Peugeot 207 RX               |
| 53     | Kévin Jacquinet    | Ford Fiesta MkVII Rallycross |
| 56     | Jean Juin          | Peugeot 207 RX               |
| 63     | Jean-Louis Poirier | Renault Clio IV RS RX        |
| 68     | David Meslier      | Citroën DS3 WRX              |
| 71     | Rodolphe Audran    | Peugeot 208 I WRX            |
| 72     | Martial Barbette   | Renault Megane III RS        |
| 73     | Romuald Delaunay   | Citroën DS3 WRX              |
| 84     | Hervé Knapick      | Citroën DS3 WRX              |
| 85     | Philippe Bourd     | Renault Clio V RX            |
| 90     | Yuri Belevskiy     | Audi S1                      |
| 95     | Laurent Bouliou    | Peugeot 208 I WRX            |
| 96     | Fabien Pailler     | Peugeot 208 I WRX            |
| 97     | Jonathan Pailler   | Peugeot 208 I WRX            |
| 98     | Alexandre Theuil   | Citroën DS3 WRX              |
| 99     | Nicolas Briand     | Peugeot 208 I WRX            |

### Super 1600

#### Pilotes et voitures
En 2021, 13 pilotes concourent en Super 1600.
| Numéro | Pilote             | Voiture                 |
| ------ | ------------------ | ----------------------- |
| 102    | David Moulin       | Dacia Sandero I S1600   |
| 113    | Philippe Jarry     | Peugeot 208 I           |
| 115    | Damien Meunier     | Renault Twingo II S1600 |
| 122    | Nicolas Eouzan     | Renault Twingo II S1600 |
| 123    | Anthony Paillardon | Škoda Fabia II S1600    |
| 124    | Dylan Dufas        | Renault Twingo II S1600 |
| 128    | Clément Picard     | Citroën C2 S1600        |
| 137    | Jimmy Terpereau    | Citroën C2 S1600        |
| 160    | Bernard Renet      | Renault Twingo II S1600 |
| 166    | Jérémy Lambec      | Škoda Fabia II S1600    |
| 172    | Julien Hardonnière | Suzuki Swift II         |
| 199    | Franck Hardonnière | Suzuki Swift II         |

### Division 3

#### Pilotes et voitures
Pour la saison 2021, la Division 3 compte 26 pilotes engagés.
| Numéro | Pilote            | Voiture                         |
| ------ | ----------------- | ------------------------------- |
| 302    | Benoit Morel      | Ford Fiesta MkVII Rallycross    |
| 304    | Maxime Sordet     | Citroën DS3                     |
| 310    | Franck Delaunay   | Renault Mégane II               |
| 312    | Anthony Pelfrène  | Renault Clio IV RS              |
| 317    | Gaëtan Dando      | Citroën DS3                     |
| 320    | Pascal Lecamus    | Citroën DS3                     |
| 321    | Roger Février     | Citroën C3 I                    |
| 333    | Laurent Lourdeaux | Peugeot 208 I                   |
| 335    | Louis Anodeau     | Peugeot 208 I                   |
| 337    | Joël Maizel       | Renault Clio III                |
| 339    | Alexandre Delmond | Ford Fiesta MkVII Rallycross    |
| 341    | Gilles Lambert    | Toyota Auris I V6 T3F           |
| 342    | Franck Pelhatre   | Renault Mégane II               |
| 349    | Yannick Enfrin    | Suzuki Swift I T3F              |
| 350    | Mathieu Trevian   | Volkswagen Scirocco             |
| 351    | Olivier Lourdeaux | Volkswagen Polo V               |
| 353    | Laurent Jacquinet | Ford Fiesta MkVII Rallycross    |
| 356    | Cyril Coué        | Volkswagen Polo V               |
| 363    | Nicolas Beauclé   | Mercedes-Benz Classe A Type 176 |
| 371    | David Duran       | Škoda Fabia II                  |
| 372    | Nicolas Bezard    | Peugeot 208 I                   |
| 378    | Nicolas Flon      | Renault Clio IV                 |
| 382    | Alexandre Janot   | Audi S1                         |
| 388    | Anthony Lanoe     | Volkswagen Polo V               |
| 393    | Emmanuel Danveau  | Peugeot 207 V6 Nissan T3F       |

### Division 4

#### Pilotes et voitures
En 2021, 16 pilotes concourent en Division 4.
| Numéro | Pilote               | Voiture                    |
| ------ | -------------------- | -------------------------- |
| 402    | Jean-François Blaise | Renault Clio IV            |
| 404    | Sébastien Le Ferrand | Peugeot 208 I              |
| 406    | Jean-Mickaël Guerin  | Peugeot 206 RC F2000       |
| 407    | Jessica Tarrière     | Renault Clio II F2000      |
| 408    | Christophe Barbier   | Citroën DS3                |
| 410    | Anthony Mauduit      | Renault Clio II F2000      |
| 411    | Antoni Masset        | Renault Clio IV            |
| 413    | Alexandre Lanoe      | Citroën C4 F2000           |
| 416    | Christophe Rio       | Renault Clio IV            |
| 420    | Xavier Allereau      | Peugeot 208 I              |
| 422    | Yann Le Lay          | Peugeot 206 F2000          |
| 335    | Josselin Laurance    | Audi A1 I                  |
| 436    | Frédéric Seigneur    | Peugeot 208 I              |
| 479    | Romain Barré         | Peugeot 208 I              |
| 488    | Yoann Tirel          | Peugeot 207 F2000          |
| 493    | Tony Bardeau         | Honda Civic 7 Type R F2000 |

## Média
Exceptionnellement, toutes les épreuves sont diffusées en live sur le site officiel du Rallycross France, pour 15€ la course et 79€ la saison.
La chaîne Sport en France diffuse la semaine d'après une émission consacrée à la course précédente.

## Épreuves de la saison 2021
| \| Dreux Essay Mayenne Kerlabo Lessay Pont de Ruan Châteauroux Faleyras \| Localisation des épreuves du championnat 2021. |
| Dreux Essay Mayenne Kerlabo Lessay Pont de Ruan Châteauroux Faleyras                                                      |

Huit courses sont prévues pour la saison 2021, soit le même nombre que la saison passé, cependant réparties sur une période plus resserrée.
| Manche | Date                 | Épreuve                 | Commune               |
| ------ | -------------------- | ----------------------- | --------------------- |
| #001   | 4-6 juin 2021        | Épreuve de Châteauroux  | Saint-Maur            |
| #002   | 18-20 juin 2021      | Épreuve d'Essay         | Essay                 |
| #003   | 10-11 juillet 2021   | Épreuve de Lessay       | Lessay                |
| #004   | 23-25 juillet 2021   | Épreuve de Kerlabo      | Cohiniac              |
| #005   | 10-12 septembre 2021 | Épreuve de Pont de Ruan | Pont-de-Ruan / Saché  |
| #006   | 24-26 septembre 2021 | Épreuve de Mayenne      | Châtillon-sur-Colmont |
| #007   | 08-10 octobre 2021   | Épreuve de Dreux        | Dreux                 |
| #008   | 22-24 octobre 2021   | Épreuve de Faleyras     | Faleyras              |

## Classements saison 2021

### Supercar
| Numéro | Pilote             | Voiture                      | CHA   | ESS | LES   | KER   | MAY   | DRE   | FAL   | Points |
| ------ | ------------------ | ---------------------------- | ----- | --- | ----- | ----- | ----- | ----- | ----- | ------ |
| 1      | Samuel Peu         | Peugeot 208 I WRX            | 38    | 38  | 33    | 38    | 40    | 32    | 37    | 256    |
| 4      | Fabien Chanoine    | Renault Clio IV RS RX        |       |     |       |       |       | Forf. |       | 0      |
| 7      | Emanuel Anne       | Peugeot 208 I WRX            | Forf. | 30  | 9     | 20    | 28    | 27    | 19    | 133    |
| 11     | David Olivier      | Renault Clio V RX            |       |     |       |       |       |       | 20    | 20     |
| 12     | David Fèvre        | Peugeot 208 I WRX            | 24    | 25  | 5     | 8     | 6     | 27    | 24    | 119    |
| 13     | Patrick Guillerme  | Hyundai i20 II               | 27    |     |       |       |       |       |       | 27     |
| 16     | Julien Fébreau     | Peugeot 208 I WRX            |       |     | 21    | 24    |       |       |       | 45     |
| 18     | Stéphane De Ganay  | Citroën DS3 WRX              |       |     | 24    |       |       |       |       | 24     |
| 19     | Pascal Lambec      | Peugeot 208 I WRX            | 9     | 6   | 4     | Forf. | 3     | 4     | 8     | 34     |
| 21     | Philippe Maloigne  | Renault Clio IV RS RX        | 25    | 22  | 18    | 13    |       |       |       | 78     |
| 22     | Olivier Boscher    | Peugeot 208 I WRX            |       |     |       | 0     |       |       |       | 0      |
| 23     | Andréa Dubourg     | Peugeot 208 I WRX            |       |     |       |       |       |       | 39    | 39     |
| 28     | Emmanuel Galivel   | Citroën C4 WRX               |       |     |       | Forf. | Forf. | 7     | Forf. | 7      |
| 35     | Benoit Fretin      | Citroën DS3 WRX              | 4     |     |       |       | 8     |       |       | 12     |
| 43     | Laurent Terroitin  | Citroën DS3 WRX              | 8     | 13  | 5     | 5     | 20    | 21    | 3     | 75     |
| 44     | Erwan Chapalin     | Peugeot 208 I WRX            | 20    | 8   | 24    | 3     | 18    | Forf. | 11    | 84     |
| 45     | David Vincent      | Peugeot 208 I WRX            |       |     |       | 19    |       | 38    |       | 57     |
| 51     | Yannick Couillet   | Peugeot 207 RX               | 7     | 13  | 18    | 0     | 6     | 10    | 10    | 64     |
| 53     | Kévin Jacquinet    | Ford Fiesta MkVII Rallycross | 20    | 8   |       | 9     | Forf. | Forf. |       | 37     |
| 56     | Jean Juin          | Peugeot 207 RX               |       |     |       | 4     |       |       |       | 4      |
| 63     | Jean-Louis Poirier | Renault Clio IV RS RX        | 5     | 6   | Forf. | Forf. | 13    | 5     |       | 29     |
| 68     | David Meslier      | Citroën DS3 WRX              | Abd.  | 10  | 13    | 14    | 29    | 24    | Forf. | 90     |
| 71     | Rodolphe Audran    | Peugeot 208 I WRX            |       |     |       |       |       | 11    | 13    | 24     |
| 72     | Martial Barbette   | Renault Megane III RS        |       |     | Forf. | 0     | Forf. | Forf. | Forf. | 0      |
| 73     | Romuald Delaunay   | Citroën DS3 WRX              | 40    | 40  | 40    | 27    | 23    | 27    | 27    | 224    |
| 84     | Hervé Knapick      | Citroën DS3 WRX              |       |     | 29    |       |       |       |       | 29     |
| 85     | Philippe Bourd     | Renault Clio V RX            |       |     |       |       | 7     | 3     |       | 10     |
| 90     | Yuri Belevskiy     | Audi S1                      |       |     |       |       | 18    |       | 18    | 36     |
| 95     | Laurent Bouliou    | Peugeot 208 I WRX            | 25    | 25  | 16    | 26    | 32    | 23    | 28    | 175    |
| 96     | Fabien Pailler     | Peugeot 208 I WRX            |       |     |       | 40    |       |       |       | 40     |
| 97     | Jonathan Pailler   | Peugeot 208 I WRX            |       |     |       | 21    |       |       |       | 21     |
| 98     | Alexandre Theuil   | Citroën DS3 WRX              | 12    |     |       |       |       |       | 11    | 23     |
| 99     | Nicolas Briand     | Peugeot 208 I WRX            | 9     | 16  | 14    | 4     | 19    | Forf. |       | 62     |